# Арбан (коммуна)
Арбан (фр.  Arbent ) — коммуна во французском департаменте Эн, округа Нантюа, кантона Северная Ойонна.

## Географическое положение
Апремон лежит на высоте 565 м над уровнем моря, в 5 км северо-восточнее города Ойонна, в горах Юры по берегам реки Ruisseau de Merdanson.

## История
Арбан появился вокруг основанного в 1100 году монастыря. С 1402 года Апремон принадлежал графам Савойским, а по Лионскому договору 1601 года отошёл во владение Франции. В XVII веке Арбан был разрушен во время междоусобных войн между Францией и Франш-Конте.

## Достопримечательности
- готическая церковь святого Лаврентия постройки XV века. От разрушенного в XVII веке монастыря до наших дней ничего не сохранилось.

## Экономика и промышленность
Население занято преимущественно сельским и лесным хозяйством. Благодаря близости Ойонны существует около 80 предприятий, крупнейшие из которых — по производству пластика и точной механики.
Коммуна имеет хорошую транспортную инфраструктуру. Она находится вблизи трассы Монреаль-ла-Клюз-Сент-Клод. Недалеко находится и аэропорт Ойонна-Арбан.

## Население
Население коммуны на 2010 год составляло 3476 человек.
| 1962 | 1968 | 1975 | 1982 | 1990 | 1999 | 2010 |
| ---- | ---- | ---- | ---- | ---- | ---- | ---- |
| 1035 | 1255 | 1400 | 2766 | 3369 | 3623 | 3476 |